# Морской леопард
Морско́й леопа́рд (лат. Hydrurga leptonyx) — вид настоящих тюленей, обитающий в субантарктических регионах. Своё название получил благодаря пятнистой шкуре, а также из-за весьма хищного поведения. Морской леопард питается главным образом теплокровными позвоночными, в том числе другими тюленями и пингвинами.

## Внешний вид
У морского леопарда очень обтекаемое тело, позволяющее развивать в воде большую скорость. Его голова необычно приплюснута и выглядит почти как у пресмыкающихся. Передние конечности сильно удлинены и передвижение в воде морской леопард осуществляет с помощью их сильных синхронных ударов. Самец морского леопарда достигает длины около 3 м, самки несколько крупнее с длиной до 4 м. Вес самцов составляет около 270 кг, а у самок он достигает 400 кг. Максимум — около 600 кг при длине до 4,5 м. Окраска в верхней части тела тёмно-серая, а внизу серебристо-белая. На голове и по бокам виднеются серые пятна, дающие ему сходство с леопардом, откуда и происходит название.

## Распространение
Морской леопард — обитатель антарктических морей и встречается по всему периметру антарктических льдов. В частности, молодые особи приплывают к берегам субантарктических островов и встречаются на них круглогодично. Изредка мигрирующие или заблудившиеся животные попадают в Австралию, Новую Зеландию и на Огненную Землю.

## Поведение

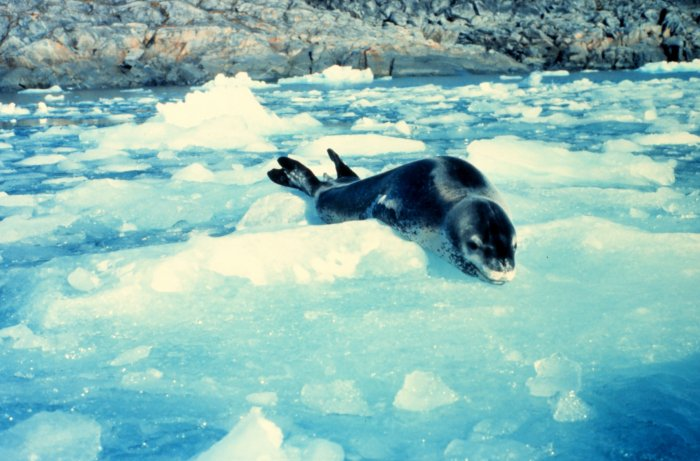
Морской леопард на льдине

### Питание
Наравне с косаткой морской леопард является доминирующим хищником южного полярного региона, будучи в состоянии достигать скорости до 40 км/ч и погружаться на глубину до 300 м. Он постоянно охотится на тюленей-крабоедов, тюленей Уэдделла, ушастых тюленей и пингвинов. Большинство морских леопардов в течение своей жизни специализируется на охоте на тюленей, хотя некоторые специализируются именно на пингвинах. На добычу морские леопарды нападают в воде и там же убивают, однако если животные спасаются бегством на лёд, то морские леопарды могут последовать за ними и туда. Множество тюленей-крабоедов имеют на теле рубцы от нападений морских леопардов.
Примечательно, что морской леопард питается в равной мере и мелкими животными, такими как криль. Рыба в его питании играет второстепенную роль. Мелких рачков он фильтрует из воды с помощью своих боковых зубов, напоминающих по структуре зубы тюленя-крабоеда, но менее сложных и специализированных. Через отверстия между зубами морской леопард может выцеживать из пасти воду, фильтруя при этом криль. В среднем его пища на 45 % состоит из криля, на 35 % из тюленей, на 10 % из пингвинов и на 10 % из других животных (рыб, головоногих).

### Размножение
Морские леопарды живут поодиночке. Лишь молодые особи иногда объединяются в небольшие группы. Между ноябрём и февралём у морских леопардов прямо в воде проходит спаривание. За исключением этого периода у самцов и самок практически не бывает контактов. Между сентябрём и январём на льду рождается один-единственный детёныш, который вскармливается молоком матери на протяжении четырёх недель. В возрасте от трёх до четырёх лет морские леопарды обретают половую зрелость, а их средняя продолжительность жизни составляет около 26 лет.

### Нападения на людей

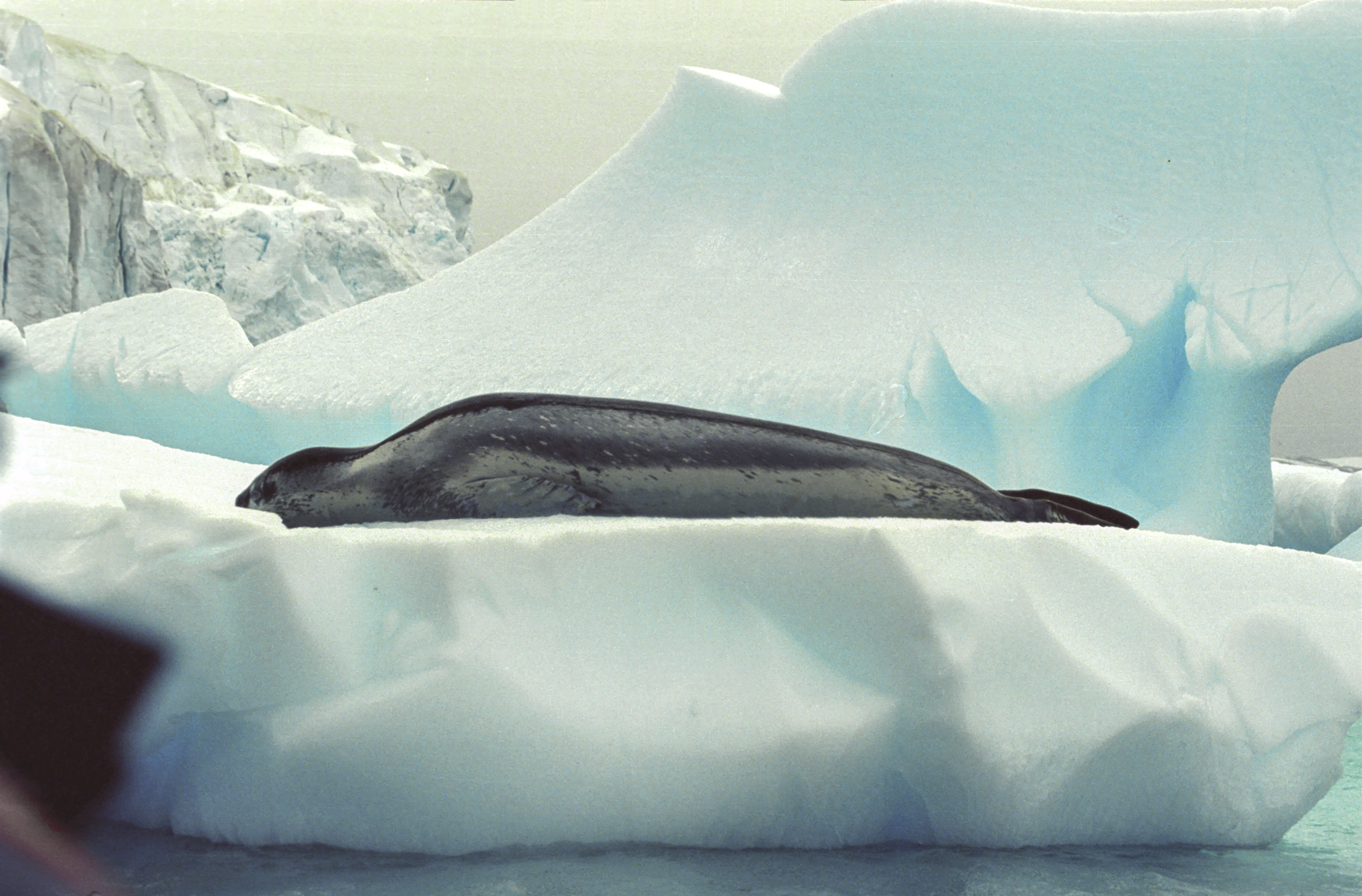
Морской леопард на льдине

Иногда морские леопарды нападают и на людей. 22 июля 2003 года жертвой подобного нападения во время погружения в воду стала британская учёная Кирсти Браун. На протяжении шести минут морской леопард удерживал её зубами на глубине 70 м, пока она не задохнулась. Это пока единственный смертельный случай нападения на человека, связанный с морскими леопардами, хотя известно о неоднократных нападениях в прошлом. Морские леопарды не боятся нападать на лодки, выпрыгивают из воды, чтобы схватить человека за ногу. Объектами подобных нападений обычно становятся сотрудники исследовательских станций. Причиной такого поведения леопардов является их склонность нападать на животных, находящихся на краю льдин. При этом морскому леопарду из толщи воды нелегко распознавать или различать, кто именно является его добычей. Известный канадский фотограф и лауреат нескольких премий Пол Никлен, фотографировавший подводную охоту морских леопардов на пингвинов, утверждает, что с этими животными можно установить мирный контакт. По его рассказам, морской леопард повторно приносил ему свою добычу и проявлял скорее любопытство, чем агрессивность.

## Численность и статус
После тюленя-крабоеда и тюленя Уэдделла морской леопард является наиболее многочисленным тюленем Антарктики. По оценкам учёных, его популяция в южных морях насчитывает около 400 тысяч особей. На сегодняшний день этот вид не находится под угрозой исчезновения.